# Сердюк

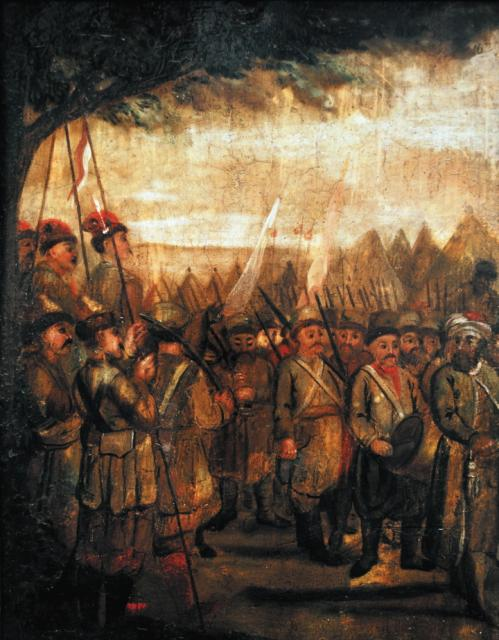
Гетьманське військо на марші. Ймовірно піхотинці-сердюки (Фрагмент картини невідомого польського художника кінця 17 століття.)

Сердю́ки (серденята, сердюцькі (охочепіхотні) полки) — вояки найманих піхотних частин, що утримувалися гетьманами Війська Запорозького з другої половини XVII — першої половини XVIII століття. Складали гвардію гетьмана. Сердюків набирали переважно з українського населення, козаків Гетьманщини і Запоріжжя, які наймалися за утримання і платню від гетьманського уряду. Зазвичай сердюцький полк нараховував від 400 до 700 вояків, зрідка до 1000. Вони несли військову службу на кордонах, всередині країни, охороняли гетьманську резиденцію. Указом російського царя від 14 липня 1726 року сердюцькі полки ліквідовано.

## Назва
Перші згадки про сердюків відносяться до 1665 року. Сердюки були професійними військовими заробітчанами («охотниками») з південної Київщини та Східного Поділля. Не маючи постійного місця проживання, вони мандрували Правобережжям, наймаючись до козацького або польського війська. Поступово вони перетворилися на українську військову формацію. На 1671 рік при Дорошенкові нараховувалося 5 сердюцьких полків, в той час як на боці Речі Посполитої воювало всього 500 сердюків.
Походження терміна «сердюк» неясне. В романтичній «Історії Русів» його етимологію виводили від суворої і сердитої вдачі сердюків. На думку Миколи Костомарова, цей термін походив від назви типу яничарських штурмових підрозділів в османській армії — «серденгечті» (тур. Serdengeçti — безжальні). На думку історика Миколи Крикуна цих вояків початково називали «серденятами» від імені «Сердневого полку», що служив гетьманові Правобережної України Петру Дорошенку. За версією Олексія Сокирко, семантика слова «сердюк» могла походити від султанських найманців-ополченців «gönülü» — «волонтерів, що воюють із серцем, охотою»). На українське Лівобережжя слово «сердюк» потрапило маючи негативний зміст і позначало немісцеву людину з правого берега Дніпра, дорошенківця, що заробляє військовим найманством.
В той же час етимологія слова "сердюк" може походити від слова "сердитий" або "злий", що вказує на поведінку сердюків. Це не говорить про їх відношення до оточуючих, а про їх поведінку під час службових обов'язків чи війни, тобто вони були максимально відважні та безжальні до ворогів.

## Національний склад
Основний масив сердюків, що служили на Лівобережній Україні, походив з українського етнічного середовища. Цьому сприяв політичний статус Гетьманщини, відокремленої від західноєвропейських ринків найманства.
У 1660—1679 роках більшу частину сердюцьких формувань становили православні українці й білоруси Правобережжя, які в московських документах називалися спільно «литва». Також служили волохи і меншою мірою поляки. Волоська традиція військового найманства в козацькому війську тягнулася від часів Хмельниччини. Волохи служили переважно в «компанійській» кінноті. Між 1705—1711 роками сердюцькі частини поповнювалися вихідцями з Білорусі, Польщі та Придунав'я. Іноземці швидко асимілювалися, про що свідчать українські імена і прізвища їхніх нащадків.
В історіографії та народній пам'яті існувало ототожнення сердюків-найманців з чужинцями. Це явище мало соціально-психологічні, а не етнічні причини. Для козаків Лівобережжя сердюки були негідниками, що зводили військову справу до статусу ремесла, яке продається за гроші. Для простого населення сердюки були чужими захисниками інтересів панівних верств. Таке негативне сприйняття найманців-піхотинців відбилося в «Історії русів» та працях російської історіографії.

## Дивитись також
- Компанійські полки
- Надвірна компанійська корогва
- Сердюцькі дивізії (1917-1918)